# Hyogonia batesi
Hyogonia batesi är en insektsart som först beskrevs av William Lucas Distant 1908.  Hyogonia batesi ingår i släktet Hyogonia och familjen dvärgstritar. Inga underarter finns listade i Catalogue of Life.